# 阿加西茨峰
46°32′47.69″N 08°06′51.98″E / 46.5465806°N 8.1144389°E

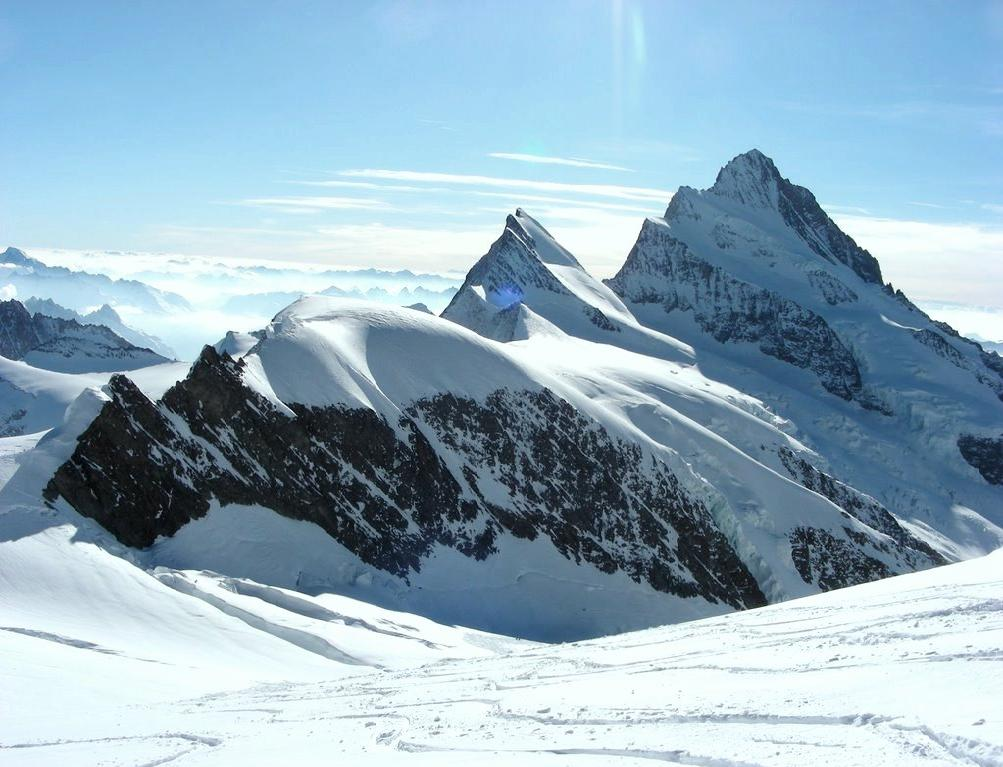

阿加西茨峰（Agassizhorn），是瑞士的山峰，位於該國南部，由伯恩州和瓦萊州負責管轄，屬於伯尔尼山的一部分，處於芬斯特瓦山西北面1.5公里，海拔高度3,946米。

## 外部連結
- (地图). Swiss Confederation.   [2014-10-21]. （原始内容存档于2016-04-05）.
- The Agassizhorn on Mount Wiki
- The Agassizhorn on Hikr （页面存档备份，存于）